# Château de Riom
Le château de Riom, appelé en allemand Burg Riom, est un château fort situé dans le village de Riom sur le territoire de la commune grisonne de Surses, en Suisse.

## Histoire
Le château, situé sur un promontoire à l'est du village homonyme et tout d'abord connu sous le nom de Rätia Ampla, a été construit par les seigneurs de Wangen-Burgeis au début du XIIIe siècle et devint le siège d'une seigneurie. Cette création a provoqué la colère de l'évêque de Coire qui voyait ainsi la route du col du Julier coupée. L'évêché parvint à acheter le château et la seigneurie en 1258 et en fit le siège de son bailli jusqu'en 1552, avant que l'ensemble ne passe entre les mains de la Ligue de la Maison-Dieu.
Inhabité dès le XVIe siècle, le château, inscrit comme bien culturel d'importance nationale, servit de lieu de réunion de la Landsgemeinde jusqu'au milieu du XVIIIe siècle.

## Sources
- (de) Cet article est partiellement ou en totalité issu de l’article de Wikipédia en allemand intitulé « Burg Riom » (voir la liste des auteurs).